# Ты только люби
«Ты только люби» (пол. Tylko mnie kochaj) — польский комедийный мелодраматический фильм 2006 года.

## Сюжет
Михал — архитектор. Он богат и успешен. У него, казалось бы, есть всё. Жизнь Михала разнообразна, но скучна. В архитектурное бюро приходит новая сотрудница Юлия, на которую Михал обращает внимание. А немного позже домой к Михалу приходит маленькая Махалина и заявляет, что она его дочь...

## В ролях
- Мацей Закосьцельны — Михал
- Агнешка Гроховская — Юлия
- Юлия Вроблевская — Михалина
- Агнешка Дыгант — Агата
- Томаш Кароляк — Людвик
- Ян Фрыч — председатель
- Доминика Клузняк — Луция
- Марцин Босак — Антони
- Гражина Шаполовская — бабушка
- Пжемыслав Садовский — Чеслав, полицейский